# Ludi Apollinares
De Ludi Apollinares ('De Spelen van Apollo') waren sinds 212 v.Chr. jaarlijkse spelen bij de oude Romeinen. De spelen werden van 6 tot en met 13 juli gehouden ter ere van Apollo.

## Ontstaan

### Tweede Punische Oorlog
De Ludi Apollinares, de spelen ter ere van Apollo, ontstaan in 216 v.Chr., tijdens de Tweede Punische Oorlog. De Carthaagse generaal Hannibal was met zijn troepen de Alpen en de Pyreneeën overgetrokken, om de Romeinen te treffen op hun eigen grondgebied. De oorlog verliep niet goed voor de Romeinen. Hannibal behaalde enkele overwinningen en versloeg het Romeinse leger bij Cannae, waarbij zeker 50.000 Romeinen werden gedood.

### Carmina Marciana
De nederlaag werd voorspeld door Marcius. De voorspelling van Marcius over de slag bij Cannae was echter niet zijn enige voorspelling. Vier jaar later, in 212 v.Chr. is het gevaar onder de vorm van Hannibal nog steeds niet afgewend. De voorspellingen van Marcius worden opnieuw bovengehaald. Livius beschrijft het voorlezen van de tweede voorspelling als volgt:

Toen werd de tweede voorspelling luidop voorgelezen ... "Romeinen, als je etterende zweer van naties die van ver komen wilt verdrijven, stel ik voor dat een festival van spelen wordt gewijd aan Apollo
dat elk jaar zal worden gehouden ter ere van Apollo. Als de mensen een deel zullen hebben gegeven uit de publieke schatkist, zullen ook de private burgers bijdragen voor hun eigen rekening en die van hun familie. De praetor (urbanus) ..., zal de leiding hebben over het verloop van het festival. De decemviri zullen de offers uitvoeren volgens de Griekse ritus. Als je dit naar behoren uitvoert, zal je steeds gelukkig zijn en zal de staat positief veranderen. Want de god die vreedzaam je weiden voedt zal je vijanden verwoesten."

Die voorspellingen kregen de naam Carmina Marciana. Een van de redenen voor het aannemen van de voorspelling was dat de eerste voorspelling reeds was uitgekomen. De Carmina Marciana werden nu, naast de Sibillijnse boeken, opgenomen in de officiële collectie van de Decemviri Sacris Faciundis op de Palatijn.
De beschrijving van de voorspelling door Livius gaat verder:

Men had een dag nodig om deze voorspelling te interpreteren. De dag daarna keurde de senaat een decreet goed die de decemviri toeliet de Sibillijnse boeken te raadplegen met betrekking tot het uitvoeren van het festival en van offers ter ere van Apollo. Toen de resultaten van deze raadpleging aan de Senaat werden overgebracht, beslisten de senators dat een festival zou worden gewijd en gevierd ter ere van Apollo en dat, nadat het festival gehouden werd, de som van twaalfduizend asses aan de praetor gegeven zou worden en twee volgroeide offerdieren.

Het was echter geen toeval dat deze voorspelling nu boven kwam. Het invoeren van de spelen was een maatregel die ervoor zorgde dat de rust onder de bevolking terugkeerde. Op die manier konden de senaat en de religieuze instanties ervoor zorgen dat de aandacht werd afgeleid van het gevaar dat Hannibal vormde, onder het mom van het terugwinnen van de gratie van de goden. Apollo was een god die reeds prestige bezat door zijn lange aanwezigheid in de stad Rome. Door het invoeren van de spelen kreeg hij een hogere status. Later, onder het bewind van keizer Augustus, zou de cultus rond Apollo nog meer uitgebreid worden.
Het bedrag dat de staat aan de spelen spendeerde, varieerde ook in de loop van de geschiedenis. Waar men in 212 v.Chr. 12.000 asses spendeert, zal men onder keizer Claudius 380.000 sestertiën spenderen.
Een tweede decreet werd uitgevaardigd dat de decemviri een offer zouden uitbrengen volgens de Griekse ritus en wel met de volgende offerdieren: voor Apollo een os met vergulde hoorns, en twee witte vrouwelijke geiten met vergulde hoorns, en voor Latona een koe met vergulde hoorns. Wanneer de praetor het festival opende in het Circus Maximus, verkondigde hij een edict dat stelde dat iedereen een bijdrage moest leveren aan Apollo volgens hun mogelijkheden. De oorzaak van het festival voor Apollo is gewijd aan en gevierd voor de overwinning, niet voor de gezondheid zoals vaak wordt gedacht. De mensen droegen kransen tijdens het volgen van de spelen, echtgenotes riepen gebeden uit en iedereen vierde feest in het atrium met open deuren en de dag werd gevierd met alle mogelijke ceremoniën.
Latona is de moeder van Apollo. Waarschijnlijk waren de twee witte geiten voor Diana bestemd, niet voor Apollo.

### Griekse goden houden van Griekse riten
Bij de Griekse ritus, wordt in tegenstelling tot de Romeinse, het hoofd van de offeraar niet bedekt. Dit doet vermoeden Apollo, die van Griekse afkomst is, volgens de Romeinen van Griekse spelen hield. Daardoor kregen de spelen ter ere van Apollo ook een ander karakter in vergelijk in met de andere spelen. Er was in verhouding meer theater naast de Italiaanse sporten. De kunst van het toneel was echter niet steeds even populair bij het gewone volk. Vooral de ernstige stukken konden op weinig bijval rekenen. Komedies konden tijdens de tweede en derde eeuw v.Chr. nog wat mensen bekoren, maar ook deze moesten het onderspit delven voor farcen en dansopvoeringen.
Toen de spelen later uitbreidden, werden twee van de acht dagen besteed aan de circusspelen, de andere zes aan podiumkunsten.
De praetor urbanus waarover Livius het heeft is Sulla, wiens ambtstermijn onder het consulaat van Quintus Fulvius en Appius Claudius viel. Hoewel de Romeinen de raad van de Carmina Marcialis gevolgd hebben, heeft het hen enkel windeieren gelegd. Hannibal werd er niet door gestopt. Enkele jaren zou er een nieuwe ingreep gebeuren op religieus vlak om de vijand het land uit te krijgen, namelijk het brengen van de Magna Mater naar de Palatijnse heuvel.

## Verandering van statuut van de Ludi Apollinares
Vier jaar later werden de status van de spelen ter ere van Apollo aangepast. Er was een epidemie uitgebroken over Rome. Apollo, die eigenlijk een Griekse afkomst heeft staat ook bekend als God van de zuiverheid en de genezing. Vanaf 208 v.Chr. werden de spelen dan ook een vaste klant onder de jaarlijkse Romeinse feesten. De praetor urbanus Livinius Varus liet een stemming door gaan om de status van de spelen te veranderen. Livius vermeldt echter niet Varus als de praetor urbanus die de spelen een jaarlijks, vast evenement maakte, maar wel Calpurnius Piso. Vanaf dan zouden ze worden gevoerd tot in de eeuwigheid en op een vaste datum. De jaren daarvoor werden de Ludi Apollinaris ook jaarlijks uitgevoerd, maar hadden ze geen vaste datum. Vanaf dan waren er dus jaarlijks spelen ter ere van Apollo op 13 juli.

## Uitbreiding van de spelen.
Oorspronkelijk vonden ze plaats op de derde dag voor de Iden van juli (13de juli) en duurden ze niet langer dan 1 dag. Maar spoedig verworven ze meer belang. Als in het jaar 190, de 5de dag voor de iden van juli (11 juli) ingenomen wordt door de spelen wil dit zeggen dat ze vanaf toen op z’n minst drie dagen duurden, namelijk van 11 tot 13 juli. In de oude kalenders beslaan ze zelfs acht dagen, namelijk van 6-13 juli.
Er zouden sporen teruggevonden zijn dat de spelen tot de vierde eeuw na Christus werden gehouden.

## Hoogtepunten van de Ludi Apollinares
In de loop van de geschiedenis kunnen we enkele hoogtepunten markeren voor de Ludi Apollinares.
Plinius verhaalt dat er tijdens de spelen voor Apollo voor het eerst gebruikgemaakt werd van stoffen zeilen om de toeschouwers te beschermen tegen de zon.
Thyestes, de tragedie van Ennius werd kort voor zijn dood opgevoerd op de spelen van Apollo. (169 v.Chr.)
In 59 v.Chr. viel de acteur Diphilus Pompeius Magnus aan met de zin (nostra miseria tu es magnus) en werd daarvoor bejubeld door het volk, dit weten we door een brief van Cicero aan Atticus.
Er waren niet alleen podiumkunsten en wedstrijden, maar Cicero verwijst ook naar dierenjachten die tijdens deze spelen hebben plaatsgevonden. Deze spelen omvatten echter geen gladiatorengevechten.